# Soraya Abdullah
Soraya Abdullah (Giacarta, 3 agosto 1978 – Reggenza di Tangerang, 1º febbraio 2021) è stata un'attrice indonesiana.
Nel corso della sua carriera, ha recitato in diverse soap opera dagli anni '90 ai primi anni 2000, come Tersanjung, Eclipse e Enchanted.

## Filmografia

### Cinema
- Tato (1997)

### Televisione
- Kerinduan (1997)
- Air Mata Terakhir (1997)
- Terpikat (1999)
- Jangan Ucapkan Cinta (1999-2000)
- Gerhana II (1999-2003)
- Wajah Perempuan (2000)
- Kehormatan (2000-2004)
- Romantika (2001)
- Tersanjung 6 (2001-2005)
- Lilin Kecil (2002)
- Si Bajaj (2004-2005)
- Hidayah (2005)
- Misteri Ilahi